# Rue Clodion (Nancy)
Pour les articles homonymes, voir Rue Clodion.
La rue Clodion  est une voie de la commune de Nancy, dans le département de Meurthe-et-Moselle, en région Lorraine.

## Situation et accès
La voie, d'une direction générale nord-sud, est comprise dans le périmètre de la Ville-neuve, et appartient administrativement au quartier Charles III - Centre Ville. Elle débute au nord au carrefour partagé avec la rue Saint-Jean, et se termine rue Saint-Thiébaut, après avoir donné une entrée au Passage Bleu.

## Origine du nom
La rue porte le nom de Claude Clodion, sculpteur natif de Nancy.

## Historique
Cette voie avait été peuplée tout d'abord par les artisans de tous genres de métiers que le duc Charles III avait fait venir dans sa capitale, ouvriers bâtissant les remparts de Nancy, ouvriers des industries de luxe, manufactures de soie, batteries de chaudrons, broderie, taille du diamant, etc., industries disparues pendant la Guerre de Trente Ans et qui ont laissé la « rue des Artisans » triste et misérable après cette époque.

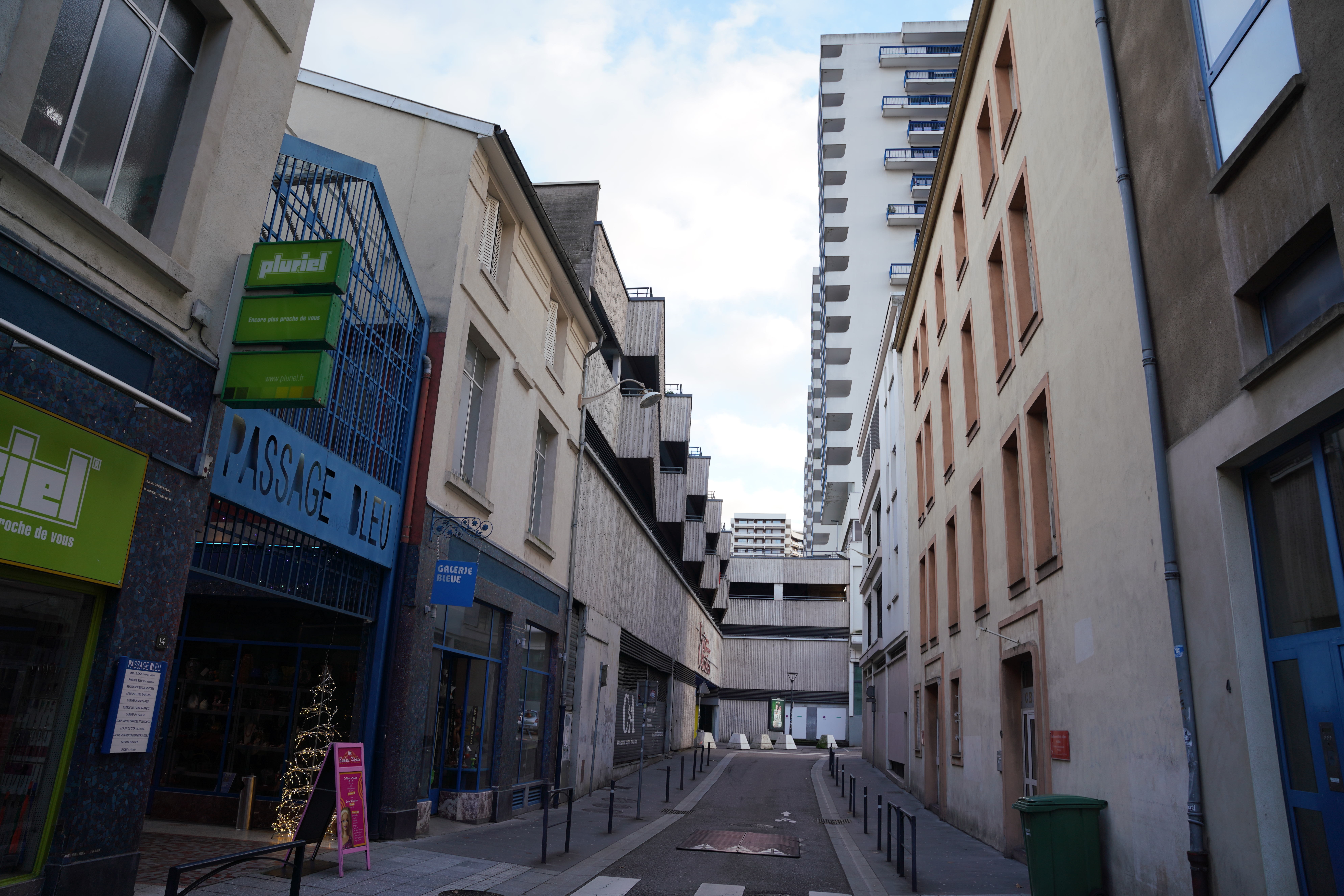
De la rue St-Jean au Centre commercial Saint Sébastien.

Après avoir porté le nom de « rue des Artisans » au XVIIe siècle, les noms de « rue des Sœurs », « rue Saint-Charles » et « rue des Artisans » apparaissent en 1721, en 1793 elle devient la « rue Ça Ira », la « rue des Artisans » et la « rue des Sans-Culottes », en 1814 la « rue Saint-Charles » à cause de l'hôpital Saint-Charles avant de reprendre une nouvelle fois le nom de « rue des Artisans » en 1839. Par un décret du 13 décembre 1887, elle prend le nom de « rue Clodion » pour une partie de la rue puis par décrets des 13 octobre 1888 et 18 mars 1890 pour lensemble de la rue actuelle.

## Bâtiments remarquables et lieux de mémoire
Il y avait dans cette rue l'hôpital Saint-Charles et la Maison-Mère des Sœurs de ce nom, fondée en 1626 par le chanoine Pierre de Stainville et Emmanuel de Chauvenel, seigneur de Xoudailles.